# Шпроккхёфель
Шпроккхёфель (нем. Sprockhövel) — город в Германии, в земле Северный Рейн-Вестфалия.
Подчинён административному округу Арнсберг. Входит в состав района Эннепе-Рур.  Население составляет 25 408 человек (на 31 декабря 2010 года). Занимает площадь 47,78 км². Официальный код  —  05 9 54 028.
Город подразделяется на 5 городских районов.
| Год  | Население |
| ---- | --------- |
| 1995 | 25 307    |
| 2000 | 26 304    |
| 2005 | 26 324    |
| 2010 | 25 511    |

## Родились в Шпроккхёфеле
- Альтенхайн, Густав (1891-1968) — немецкий политик ((СвДП)
- Аннеке, Матильда Франциска (1817-1884) — немецкая писательница и журналистка

## Фотографии

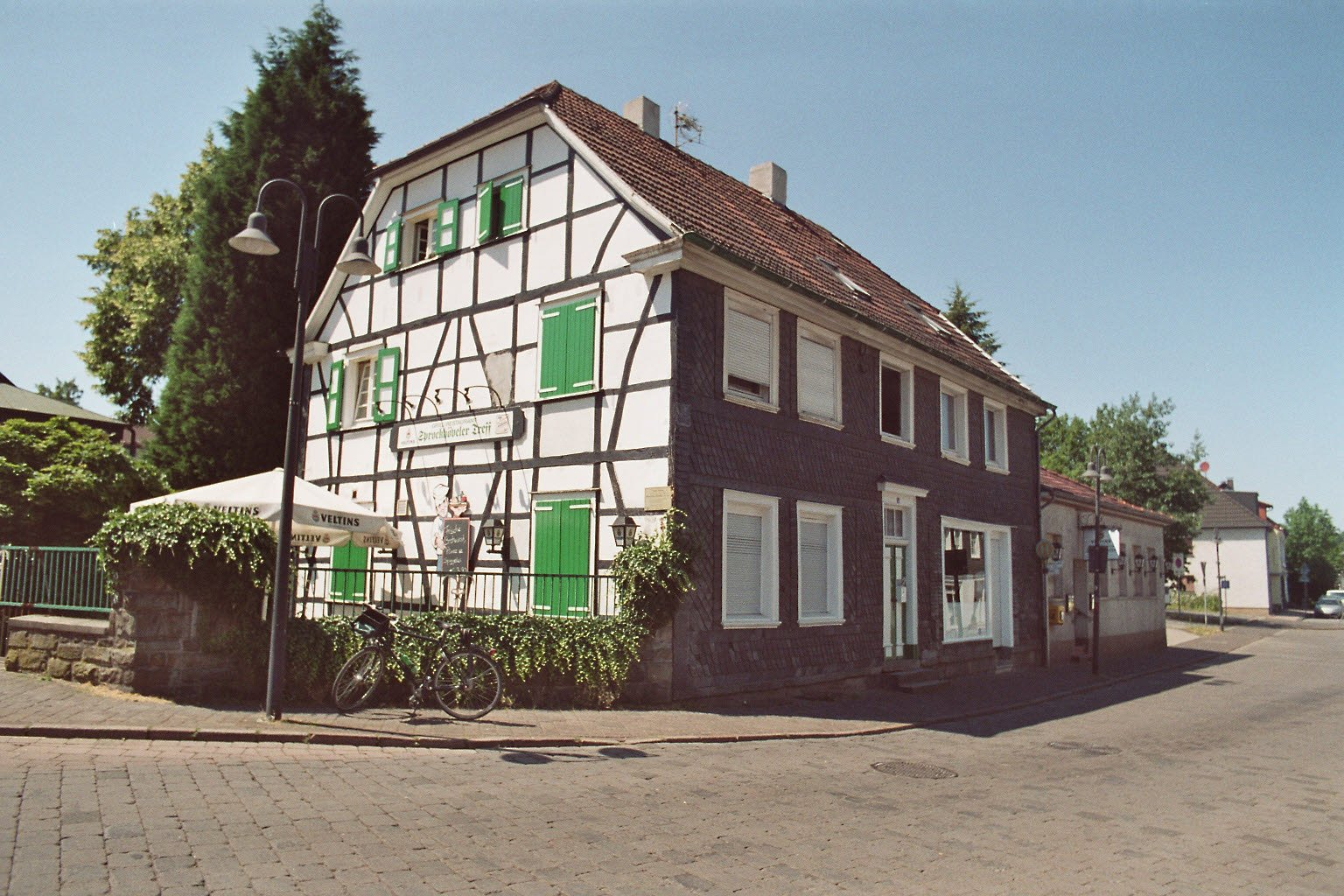
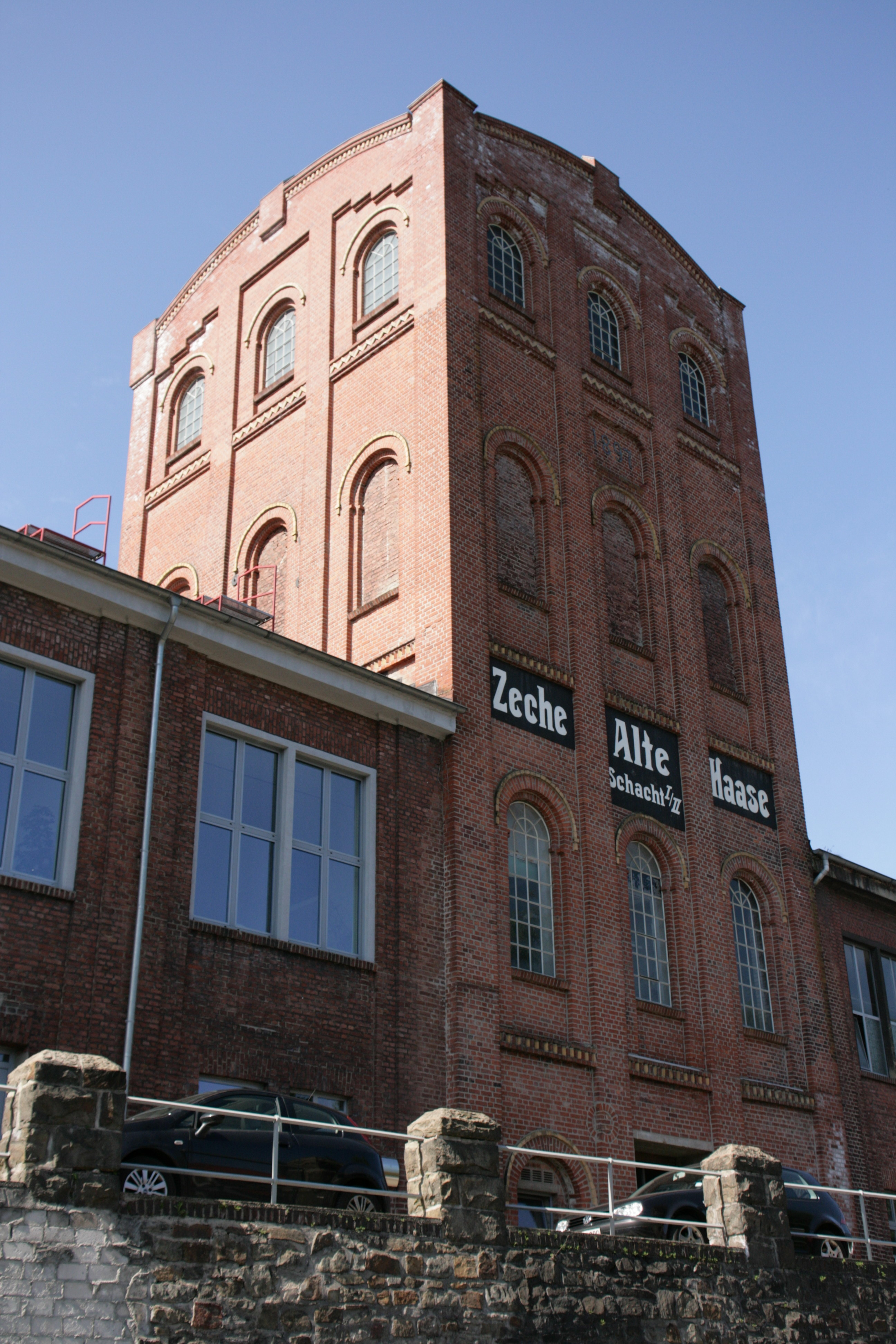
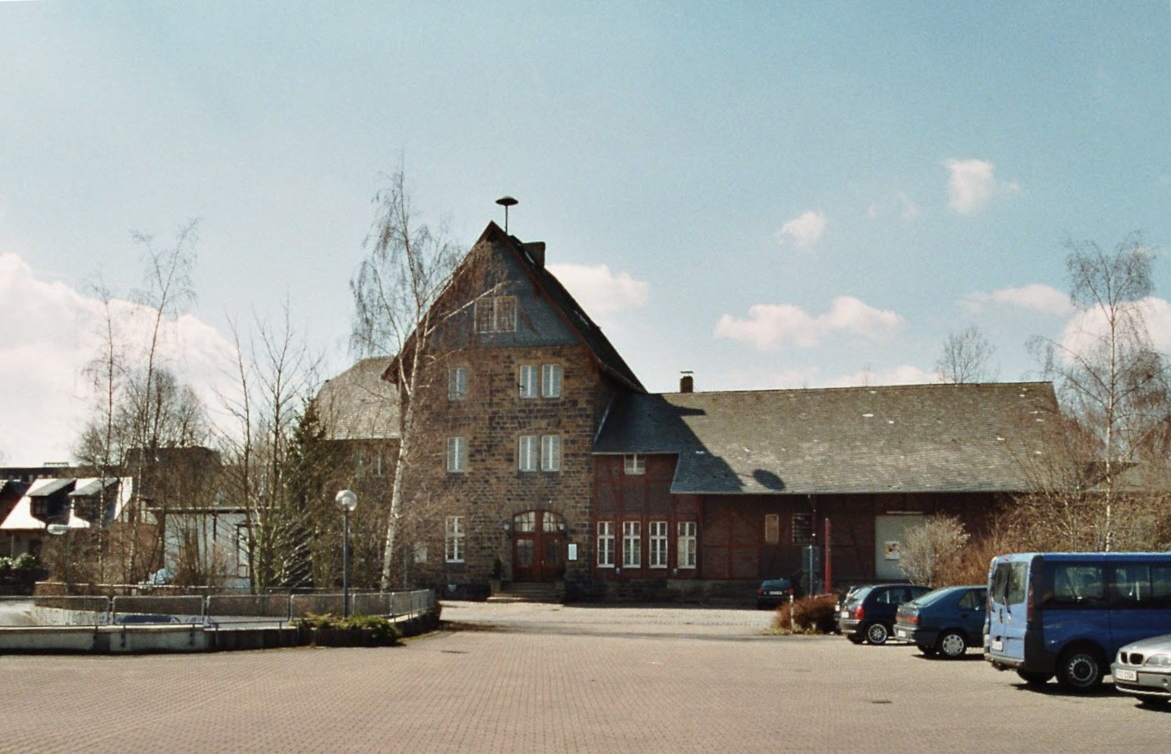